# Archaeolithophyllaceae
Archaeolithophyllaceae, porodica crvenih algi, dio reda Halymeniales. Pripada mu fosilni rod Neoprincipia s dvije vrste.

## Rodovi
1. Archaeolithophyllum J.H.Johnson 3
2. Aseelahella Vachard 1
3. Kasimophyllum Mamet & E.Villa 1
4. Neoprincipia P.Cózar & Vachard 2